# 云间地杨梅
云间地杨梅（学名：Luzula wahlenbergii）为灯心草科地杨梅属下的一个种。